# Campeonato Argentino de Rugby 1959
El Campeonato Argentino de Rugby de 1959 fue la décimo-quinta edición del torneo de uniones regionales organizado por la Unión Argentina de Rugby. Se llevó a cabo entre el 2 de agosto y el 10 de octubre de 1959, con los encuentros finales disputándose en las instalaciones de Gimnasia y Esgrima de Buenos Aires.
En paralelo a la disputa del torneo, principalmente entre las instancias de cuartos y semifinales, se llevó a cabo la Gira de los Junior Springboks a la Argentina, que contó con encuentros involucrando a equipos del torneo (Capital, Provincia y Rosario). Además, un partido entre combinados de jugadores sudafricanos y argentinos (Rojos contra Blancos) se disputó como encuentro preliminar a la final del torneo.
El equipo de Provincia consiguió su décimo título, venciendo a la selección de Capital en la final por 3-0. Esta fue la final con la menor cantidad de puntos marcados en la historia del torneo, superando el 6-0 alcanzado en las finales de 1950 y 1952.

## Equipos participantes
Participaron de esta edición catorce equipos: tres seleccionados de la Unión Argentina de Rugby y once uniones provinciales.
| Equipo         | Unión                                      |
| -------------- | ------------------------------------------ |
| Capital        | Unión Argentina de Rugby                   |
| Córdoba        | Unión Cordobesa de Rugby                   |
| Cuyo           | Unión de Rugby de Cuyo                     |
| La Plata       | Combinado local (Unión Argentina de Rugby) |
| Mar del Plata  | Unión de Rugby de Mar del Plata            |
| Norte          | Unión de Rugby del Norte                   |
| Provincia      | Unión Argentina de Rugby                   |
| Río Cuarto     | Unión Riocuartense de Rugby                |
| Río Paraná     | Unión de Rugby del Río Paraná              |
| Rosario        | Unión de Rugby de Rosario                  |
| San Juan       | Unión Sanjuanina de Rugby                  |
| Santa Fe       | Unión Santafesina de Rugby                 |
| Sur            | Unión de Rugby del Sur                     |
| Valle de Lerma | Unión de Rugby del Valle de Lerma          |

## Partidos
|  | Ronda Preliminar | Ronda Preliminar | Ronda Preliminar |            |               | Cuartos de final | Cuartos de final | Cuartos de final |    |  | Semifinal        | Semifinal        | Semifinal        |  |           | Final         | Final         | Final         |  |
|  | 2 de agosto      | 2 de agosto      | 2 de agosto      |            |               | 16 de agosto     | 16 de agosto     | 16 de agosto     |    |  | 27 de septiembre | 27 de septiembre | 27 de septiembre |  |           | 10 de octubre | 10 de octubre | 10 de octubre |  |
|  |                  |                  |                  |            |               |                  |                  |                  |    |  |                  |                  |                  |  |           |               |               |               |  |
|  |                  |                  |                  |            |               |                  |                  |                  |    |  |                  |                  |                  |  |           |               |               |               |  |
|  | Mar del Plata    | Mar del Plata    | 8                |            |               |                  |                  |                  |    |  |                  |                  |                  |  |           |               |               |               |  |
|  | Mar del Plata    | Mar del Plata    | 8                |            |               |                  |                  |                  |    |  |                  |                  |                  |  |           |               |               |               |  |
|  | Santa Fe         | Santa Fe         | 3                |            |               |                  |                  |                  |    |  |                  |                  |                  |  |           |               |               |               |  |
|  | Santa Fe         | Santa Fe         | 3                |            | Mar del Plata | Mar del Plata    | 0                |                  |    |  |                  |                  |                  |  |           |               |               |               |  |
|  |                  |                  |                  |            | Mar del Plata | Mar del Plata    | 0                |                  |    |  |                  |                  |                  |  |           |               |               |               |  |
|  |                  |                  | Provincia        | Provincia  | 14            |                  |                  |                  |    |  |                  |                  |                  |  |           |               |               |               |  |
|  |                  |                  | Provincia        | Provincia  | 14            |                  |                  |                  |    |  |                  |                  |                  |  |           |               |               |               |  |
|  |                  |                  |                  |            |               |                  |                  |                  |    |  |                  |                  |                  |  |           |               |               |               |  |
|  |                  |                  |                  |            |               |                  |                  |                  |    |  |                  |                  |                  |  |           |               |               |               |  |
|  |                  |                  |                  |            |               |                  | Provincia        | Provincia        | 12 |  |                  |                  |                  |  |           |               |               |               |  |
|  |                  |                  |                  |            |               |                  |                  |                  | 12 |  |                  |                  |                  |  |           |               |               |               |  |
|  |                  |                  | La Plata         | La Plata   | 0             |                  |                  |                  |    |  |                  |                  |                  |  |           |               |               |               |  |
|  | Cuyo             | Cuyo             | La Plata         | La Plata   | 0             | 6                |                  |                  |    |  |                  |                  |                  |  |           |               |               |               |  |
|  | Cuyo             | Cuyo             |                  |            |               |                  |                  |                  |    |  |                  |                  |                  |  |           |               |               |               |  |
|  | Rosario          | Rosario          | 27               |            |               |                  |                  |                  |    |  |                  |                  |                  |  |           |               |               |               |  |
|  | Rosario          | Rosario          | 27               |            | Rosario       | Rosario          | 6                |                  |    |  |                  |                  |                  |  |           |               |               |               |  |
|  |                  |                  |                  |            | Rosario       | Rosario          | 6                |                  |    |  |                  |                  |                  |  |           |               |               |               |  |
|  |                  |                  | La Plata         | La Plata   | 9             |                  |                  |                  |    |  |                  |                  |                  |  |           |               |               |               |  |
|  | Sur              | Sur              | La Plata         | La Plata   | 9             | 3                |                  |                  |    |  |                  |                  |                  |  |           |               |               |               |  |
|  | Sur              | Sur              |                  |            |               |                  |                  |                  |    |  |                  |                  |                  |  |           |               |               |               |  |
|  | La Plata         | La Plata         | 8                |            |               |                  |                  |                  |    |  |                  |                  |                  |  |           |               |               |               |  |
|  | La Plata         | La Plata         | 8                |            |               |                  |                  |                  |    |  |                  |                  |                  |  | Provincia | Provincia     | 3             |               |  |
|  |                  |                  |                  |            |               |                  |                  |                  |    |  |                  |                  |                  |  | Provincia | Provincia     | 3             |               |  |
|  |                  |                  | Capital          | Capital    | 0             |                  |                  |                  |    |  |                  |                  |                  |  |           |               |               |               |  |
|  | Río Cuarto       | Río Cuarto       | Capital          | Capital    | 0             | 6                |                  |                  |    |  |                  |                  |                  |  |           |               |               |               |  |
|  | Río Cuarto       | Río Cuarto       |                  |            |               |                  |                  |                  |    |  |                  |                  |                  |  |           |               |               |               |  |
|  | Córdoba          | Córdoba          | 17               |            |               |                  |                  |                  |    |  |                  |                  |                  |  |           |               |               |               |  |
|  | Córdoba          | Córdoba          | 17               |            | Córdoba       | Córdoba          | 5                |                  |    |  |                  |                  |                  |  |           |               |               |               |  |
|  |                  |                  |                  |            | Córdoba       | Córdoba          | 5                |                  |    |  |                  |                  |                  |  |           |               |               |               |  |
|  |                  |                  | Capital          | Capital    | 18            |                  |                  |                  |    |  |                  |                  |                  |  |           |               |               |               |  |
|  |                  |                  | Capital          | Capital    | 18            |                  |                  |                  |    |  |                  |                  |                  |  |           |               |               |               |  |
|  |                  |                  |                  |            |               |                  |                  |                  |    |  |                  |                  |                  |  |           |               |               |               |  |
|  |                  |                  |                  |            |               |                  |                  |                  |    |  |                  |                  |                  |  |           |               |               |               |  |
|  |                  |                  |                  |            |               |                  | Capital          | Capital          | 10 |  |                  |                  |                  |  |           |               |               |               |  |
|  |                  |                  |                  |            |               |                  |                  |                  | 10 |  |                  |                  |                  |  |           |               |               |               |  |
|  |                  |                  | Norte            | Norte      | 9             |                  |                  |                  |    |  |                  |                  |                  |  |           |               |               |               |  |
|  | Norte            | Norte            | Norte            | Norte      | 9             | 19               |                  |                  |    |  |                  |                  |                  |  |           |               |               |               |  |
|  | Norte            | Norte            |                  |            |               |                  |                  |                  |    |  |                  |                  |                  |  |           |               |               |               |  |
|  | San Juan         | San Juan         | 9                |            |               |                  |                  |                  |    |  |                  |                  |                  |  |           |               |               |               |  |
|  | San Juan         | San Juan         | 9                |            | Norte         | Norte            | 21               |                  |    |  |                  |                  |                  |  |           |               |               |               |  |
|  |                  |                  |                  |            | Norte         | Norte            | 21               |                  |    |  |                  |                  |                  |  |           |               |               |               |  |
|  |                  |                  | Río Paraná       | Río Paraná | 0             |                  |                  |                  |    |  |                  |                  |                  |  |           |               |               |               |  |
|  | Río Paraná       | Río Paraná       | Río Paraná       | Río Paraná | 0             | 24               |                  |                  |    |  |                  |                  |                  |  |           |               |               |               |  |
|  | Río Paraná       | Río Paraná       |                  |            |               |                  |                  |                  |    |  |                  |                  |                  |  |           |               |               |               |  |
|  | Valle de Lerma   | Valle de Lerma   | 8                |            |               |                  |                  |                  |    |  |                  |                  |                  |  |           |               |               |               |  |
|  | Valle de Lerma   | Valle de Lerma   | 8                |            |               |                  |                  |                  |    |  |                  |                  |                  |  |           |               |               |               |  |
|  |                  |                  |                  |            |               |                  |                  |                  |    |  |                  |                  |                  |  |           |               |               |               |  |

### Ronda preliminar
| 2 de agosto | Mar del Plata                                                 | 8 - 3   | Santa Fe         | Mar del Plata,            |                           |
|             | Tries: N. de Paz Conversiones: E. Ferrari Penales: E. Ferrari | Reporte | Penales: F. Imaz | Árbitro(s): Sergio Losada | Árbitro(s): Sergio Losada |

| 2 de agosto | Cuyo                           | 6 - 27  | Rosario                                                                       | Mendoza,                  |                           |
|             | Penales: E. Giménez H. Scaiola | Reporte | Tries: A. Robson R. Conti R. Mauro Conversiones: A. Robson Penales: A. Robson | Árbitro(s): Juan Dell'Era | Árbitro(s): Juan Dell'Era |

| 2 de agosto | Sur               | 3 - 24  | La Plata | Bahia Blanca,              |                            |
|             | Tries: E. Merlino | Reporte | Tries: C. Sabalzagaray P. Grossi A. Nogueira scrum Conversiones: C. Sabalzagaray Penales: C. Sabalzagaray R. Gorostiaga | Árbitro(s): Roberto Medina | Árbitro(s): Roberto Medina |

| 2 de agosto | Río Cuarto                   | 6 - 17  | Córdoba                                                                                                  | Río Cuarto,                  |                              |
|             | Penales: Ramallo Drops: Teco | Reporte | Tries: C. Moyano Bourel A. Quetglas E. Quetglas Conversiones: C. Moyano Bourel Penales: C. Moyano Bourel | Árbitro(s): Alberto Camardón | Árbitro(s): Alberto Camardón |

| 2 de agosto | Norte                                                                                | 19 - 9  | San Juan                          | Tucumán,                 |                          |
|             | Tries: O. Paz J. Paz R. Ascárate F. Carlino Conversiones: J. Nucci Penales: J. Nucci | Reporte | Tries: C. Castro Penales: A. Meli | Árbitro(s): Eduardo Niño | Árbitro(s): Eduardo Niño |

| 2 de agosto | Río Paraná                                                                      | 24 - 8  | Valle de Lerma                                       | Paraná,                    |                            |
|             | Tries: E. Tomé J. Lena M. Avellaneda Conversiones: J. Burgos Penales: J. Burgos | Reporte | Tries: F. Bisbal J. Cuevas Conversiones: R. Villagra | Árbitro(s): Eduardo Fornes | Árbitro(s): Eduardo Fornes |

### Cuartos de final
| 16 de agosto | Mar del Plata | 0 - 14  | Provincia                                                                              | Mar del Plata,                     |                                    |
|              |               | Reporte | Tries: O. Bernacchi J. Lucas Conversiones: O. Bernacchi Penales: O. Bernacchi Olazabal | Árbitro(s): Carlos María Seminario | Árbitro(s): Carlos María Seminario |

| 16 de agosto | Rosario                            | 6 - 9   | La Plata                                    | Rosario,                   |                            |
|              | Tries: R. Mauro Penales: A. Robson | Reporte | Tries: A. Nogueira Penales: C. Sabalzagaray | Árbitro(s): Ramón Corbelle | Árbitro(s): Ramón Corbelle |

| 16 de agosto | Córdoba                                           | 5 - 18  | Capital                                                          | Córdoba,                         |                                  |
|              | Tries: A. Quetglas Conversiones: C. Moyano Bourel | Reporte | Tries: J. Trebotich J. Peters E. Karplus Conversiones: L. Mendez | Árbitro(s): Eduardo Lambruschini | Árbitro(s): Eduardo Lambruschini |

| 16 de agosto | Norte                                                        | 21 - 0  | Río Paraná | Tucumán,                   |                            |
|              | Tries: J. Esteban J. Terán J. Carlino Conversiones: J. Nucci | Reporte |            | Árbitro(s): Arturo Sagarra | Árbitro(s): Arturo Sagarra |

### Semifinales
| 27 de septiembre | Provincia                                                | 12 - 0  | La Plata | Estadio G.E.B.A., Buenos Aires |                                |
|                  | Tries: E. Bianchetti J. Pulido H. Rosenblat O. Bernacchi | Reporte |          | Árbitro(s): Francisco Lamastra | Árbitro(s): Francisco Lamastra |

| 27 de septiembre | Capital                                                 | 10 - 9  | Norte                                      | Estadio G.E.B.A., Buenos Aires |                               |
|                  | Tries: J. Trebotich E. Karplus Conversiones: J. Lafleur | Reporte | Tries: A. Peiró J. Terán Penales: J. Terán | Árbitro(s): César de Elizalde  | Árbitro(s): César de Elizalde |

### Final
| 10 de octubre | Provincia           | 3 - 0   | Capital | Estadio G.E.B.A., Buenos Aires |                          |
|               | Tries: O. Bernacchi | Reporte |         | Árbitro(s): C. Ackermann       | Árbitro(s): C. Ackermann |

| Bandera de la Provincia de Buenos Aires |
| Provincia Campeón                       |
| Décimo título                           |

## Estadísticas

### Máximos anotadores
| Pos. | Nombre           | Equipo     | Try | Con. | Pen. | Pts. |
| ---- | ---------------- | ---------- | --- | ---- | ---- | ---- |
| 1    | A. Robson        | Rosario    | 2   | 3    | 4    | 24   |
| 2    | C. Sabalzagaray  | La Plata   | 1   | 3    | 3    | 18   |
| 3    | O. Bernacchi     | Provincia  | 3   | 1    | 1    | 14   |
| 4    | C. Moyano Bourel | Córdoba    | 2   | 2    | 1    | 13   |
|      | J. Nucci         | Norte      |     | 5    | 1    | 13   |
| 6    | O. Burgos        | Río Paraná |     | 3    | 2    | 12   |

## Gira deJunior Springboks
Como parte de la gira de los Junior Springboks por Argentina, los seleccionados de Capital, Provincia y Rosario se enfrentaron al seleccionado irlandés en dos encuentros previo a los partidos con la Selección Argentina. 
| 5 de septiembre | Provincia | 3 - 34  | Junior Springboks | Estadio G.E.B.A., Buenos Aires |                          |
|                 |           | Reporte |                   | Árbitro(s): C. Ackermann       | Árbitro(s): C. Ackermann |

| 16 de septiembre | Rosario | 0 - 81  | Junior Springboks | Newell's Old Boys, Rosario |                          |
|                  |         | Reporte |                   | Árbitro(s): C. Ackermann   | Árbitro(s): C. Ackermann |

| 19 de septiembre | Capital | 0 - 19  | Junior Springboks | Estadio G.E.B.A., Buenos Aires |                          |
|                  |         | Reporte |                   | Árbitro(s): C. Ackermann       | Árbitro(s): C. Ackermann |